# Xã Benton, Quận Holt, Missouri
Xã Benton (tiếng Anh: Benton Township) là một xã thuộc quận Holt, tiểu bang Missouri, Hoa Kỳ. Năm 2010, dân số của xã này là 1.493 người.